# Хелтубани
Хелтубани (груз. ხელთუბანი) — село в Горийском муниципалитете, регион Шида-Картли, Восточная Грузия.
Расположено на равнине Шида-Картли, на высоте 660 метров над уровнем моря, в 8 км к северу от административного центра Гори.

## Население
По переписи 2014 года в селе проживало 3340 человек.

## История
Родовое имение Туманишвили.
В Хелтубани состоялось несколько революционных выступлений. 23 марта 1905 года в селе казаками было арестовано 8 крестьян. Их обвинили в возбуждении беспорядков и волнений. Заключённых поместили в Горийскую тюрьму. Крестьяне Хелтубани объединились, чтобы освободить пленных, но на въезде в Гори были разогнаны казаками.
В январе 1906 года власти разместили в селе артиллерийский отряд карательной экспедиции. Отряд сжёг дом Тедо Разикашвили, работавшего в селе учителем. Сам Разикашвили скрылся. В том же селе сожгли дома ещё двух революционеров.
28 июня 1906 года революционная группа в центре Хелтубани убила князя Михаила Туманишвили, убийц поймать не удалось.

## Известные жители
- Тедо Разикашвили (1869—1922) — грузинский писатель.
- Туманов, Георгий Николаевич (1880—1917) — русский военный, полковник, участник Февральской революции.
- Туманов, Михаил Биртвелович (1818—1875) — грузинский поэт и публицист.

## Достопримечательности
- Долина Корганули
- Церковь Святого Георгия
- Троицкая церковь (1806 год)
- Церковь Апостола Петра
- Собор Агиа